# Baruten
Baruten é uma área de governo local em Kwara (estado), Nigéria, partilha uma longa fronteira com a República de Benim. Sua sede está na cidade de Kosubosu.
Possui uma área de 9,749 km ² e uma população de 209.459 no censo de 2006.
O código postal da área é 242.
A LGA Baruten inclui uma parte do Borgu Game Reserve.